# Personaggi di Hannah Montana
Questa voce contiene un elenco dei personaggi presenti nella serie televisiva Hannah Montana.

## Personaggi principali

### Miley Ray Stewart/Hannah Montana
Interpretata da Miley Cyrus, la quindicenne Miley Stewart frequenta la Seaview Middle School. Vive una vita serena con i suoi due familiari più cari: suo padre e suo fratello, a causa della morte di sua madre. Anche se a prima vista è una semplice teenager, di notte (con l'aiuto di una parrucca) si trasforma in Hannah Montana, una famosa cantante pop di successo. I suoi migliori amici sono Lilly e Oliver.

### Robby Ray Stewart
Interpretato da Billy Ray Cyrus, Robby Stewart è il padre-vedovo di Jackson e Miley (che anche nella realtà è il padre di Miley). Oltre ad essere suo padre è anche il suo produttore/manager, infatti è sempre vicino ad Hannah durante i suoi concerti e, per non rivelare la sua identità alle altre persone, indossa sempre dei baffi o della barba.

### Lily Truscott
Interpretata da Emily Osment, Lilly è la migliore amica di Miley ed è sempre in mezzo quando si parla di Hannah Montana. Ama fare skateboard ed è ossessionata dallo shopping e dai ragazzi carini. Anche lei, a seguito della scoperta del segreto di Miley, ha un'identità segreta: infatti diventa Lola Lufnagle oppure Lola LaFonda, ovvero la migliore amica di Hannah Montana, poiché "tutti sanno che Lilly è la migliore amica di Miley".Ed è anche Lola Luftinghe.
Con delle parrucche coloratissime che cambia ad ogni apparizione.

### Jackson Rod Stewart
Interpretato da Jason Earles, il simpatico Jackson Stewart è il fratello di Miley e il primogenito di Robby. Anche lui è a conoscenza naturalmente del segreto di sua sorella e spesso usa questa situazione per avere appuntamenti con le ragazze. Il suo migliore amico è Cooper.
Jackson lavora da "Rico's" dove naturalmente il proprietario è Rico che lo minaccia lo ricatta e lo tratta sempre male.

### Oliver Oken
Interpretato da Mitchel Musso, Oliver è il migliore amico di Miley, anche lui conoscente del segreto di Miley. All'inizio provava forti sentimenti per Hannah Montana ma, dopo aver scoperto la verità, naturalmente ha cambiato idea.
Inoltre il bellissimo Oliver s'innamora di Lily ricambiato.
E avranno una bellissima storia d'amore.

### Rico Suave Jr.
Interpretato da Moisés Arias, il figlio del proprietario di "Rico's", è nemico e amico di Jackson. Poiché Rico è figlio del capo di Jackson, il ragazzo deve fare qualunque cosa egli voglia per renderlo felice. A volte è una scocciatura anche per Miley, come si vede negli episodi Oops! Mi sono impicciata di nuovo e Sei licenziato!. Il modo in cui Jackson saluta Rico, fa pensare a Seinfield, ogni volta che Jerry saluta il vicino Newman. Lo dice persino nello stesso tono!
È antipatico, egoista e a volte odioso e cattivo, non offre mai nemmeno l'acqua gratis.
Ha una cotta per Sarah, ma in realtà gli piacciono tutte le ragazze carine, anche Miley. In fondo è buono. Adora stuzzicare Jackson e gli piace collezionare francobolli.
Diventerà il migliore amico di Jackson.

## Personaggi secondari maggiori

### Jake Ryan
Interpretato da Cody Linley, è una star televisiva di Zombie High che apparirà anche nella seconda stagione. Comincerà ad andare nella scuola di Miley. Miley prende per lui una delle cotte più grandi e non riesce a non pensare a lui. Rivela a Miley che a volte non ne può proprio più della popolarità e che vorrebbe abbandonare il cinema per essere una persona normale. Quando le confessò questo, la ragazza inizia a sentire qualcosa per lui. Lilly è ossessionata da lui, e così tutte le altre ragazze della scuola. Nell'episodio Chi usa chi?, Jake prova a rendere gelosa Miley facendo finta di uscire con cui invece doveva recitare, Holly. Alla fine Jake ammette che le piace Miley, i due si baciano e si fidanzano. Ma questo durerà poco, poiché Jake deve andare a sostituire Frankie Muniz in un film che deve essere recitato in Romania. Nella seconda stagione Jake torna e si rifidanza con Miley, che gli rivelerà essere Hannah Montana, ma si lasciano poco dopo poiché si scopre avere un carattere antipatico. Il suo vero nome è Lesli. Successivamente sceglie Mikayla per fare la parte della sua fidanzata in un film facendo ingelosire Miley. Nell'episodio Indecisione d'amore si rimetteranno insieme in occasione del ballo di fine anno, anche se Miley si accorge di provare qualcosa anche per Jesse, il chitarrista della sua band. Alla fine però sceglierà di restare con Jake. Nell'episodio Addio, Jake Miley scopre che l'ha tradita ad una festa e lo lascia definitivamente. Si crede carino solo perché è famoso si vanta per niente.

### Roxy Roker
Interpretata da Frances Callier, la guardia del corpo di Miley, originalmente assunta per sicurezza del Hannah Montana. Da quando Roxy è tornata dall'addestramento nella marina, è stata iperprotettiva con popstar. È stata la baby sitter di Miley e Jackson nell'episodio Honky Tonk Batticuore Rob. Il suo slogan è "Roxy tiene gli occhi sempre aperti…" e "Roxy è come un puma!" Ripete che "Roxy vede e sente tutto". È una guardia del corpo eccezionale anche se a volte un po' invadente. Anche lei è a conoscenza della doppia vita di Miley.

### Amber Addison e Ashley Dewitt
Interpretate da Shanica Knowles e Anna Maria Perez de Tagle, (chiamate anche miss perfettinie) sono le ricche, viziate e lagnose nemiche di Miley, Lilly e Oliver. Sono redattrici dell'annuario e sono spesso in giro con una macchina fotografica per scattare una foto imbarazzante di Lilly e Miley per aggiungerle all'annuario. Ogni volta che dicono qualcosa nello stesso momento si toccano gli indici e dicono: "Ooooh! tssssssh!". Questo è quasi sempre seguito dai commenti di Lilly. L'hobby preferito da Ashley e da Amber è quello di infastidire Miley, Oliver e Lilly. Sia Amber che Ashley amano Hannah Montana. Nell'episodio "The Idol Side of Me" Miley aveva sentito una di loro che cantava e pensò fosse Amber, poiché voleva partecipare alla serata "Cantare con le star" con Hannah Montana, ma in realtà era Ashley che cantava, e non Amber che invece è intonatissima. Amber ha ottenuto il posto per la serata in tempo record, tutto a causa di Miley. Amber inoltre rivela ad Hannah che si vergogna a cantare in pubblico perché tempo fa aveva fatto una brutta figura, e non voleva ripeterla. Amber è astuta e pungente, mentre Ashley è impaziente e piagnucolona.

### Traci Van Horn
Interpretata da Hiromi Dames, un'amica di Hannah Montana (non di Miley) che va sempre nei più grandi party. Pensa che Lola sia troppo grezza e odia Luann. A causa di una sinusite, ha una voce nasale. Inizialmente ha una cotta per Jackson, poi si fidanza con vari ragazzi nel corso della serie; in un episodio sta per sposare Jacke Ryan, ma poi si rivela tutto uno scherzo ai danni di Hannah Monatana.

### Cooper
Interpretato da Andre Kinney, è il migliore amico di Jackson durante la prima stagione. Si diverte a corteggiare le ragazze quanto Jackson. È molto protettivo nei confronti di Olivia, la sorella minore, che piace a Jackson.

### Siena
Interpretata da Tammin Sursok, è la fidanzata ufficiale di Jackson nella quarta stagione. È una modella di bikini. Anche lei è al corrente che Miley e Hannah sono la stessa persona. Crede che Miley non abbia buon gusto nel vestire.

### Jesse
Un chitarrista che Miley incontra nella terza stagione, e di cui appunto si innamora. I due iniziando quindi una relazione. Davanti ai riflettori, dopo un concerto, fa per caso capire che ha una storia con Hannah Montana. Purtroppo, viene anche scoperto ad abbracciare Miley (di cui conosce la doppia vita), e per questo tutto il mondo inizia a credere che sia un traditore. A causa di questo, decide di rompere con Miley. Alla fine, Miley rivela la sua identità per poi mettersi di nuovo con Jesse.

## Parenti della famiglia Stewart
- Susan Stewart (Brooke Shields), moglie deceduta di Robby e madre di Miley e Jackson. Muore rispettivamente 3 anni prima del periodo in cui ha inizio la serie. Compare negli episodi "Che è successo alla mia voce?" e Un colpo di fulmine della 2ª stagione, in entrambi i casi in un sogno di Miley.
- Bobby Ray Stewart (Billy Ray Cyrus), il fratello gemello identico a Robby Ray e zio di Miley. Ha una figlia, Luann, che vorrebbe essere esattamente come Miley.
- Zia Dolly (Dolly Parton), la zia di Miley che viene dal Tennessee. Ha un cane chiamato Rufus, utilizza le sue unghie per aprire le porte chiuse e tiene il cellulare nei capelli perché i pantaloni sono troppo stretti. Dolly e Ruthie erano entrambe innamorate di Elvis Prestly. Ma a quanto pare lui aveva scelto Dolly cosa che mandò in bestia Ruthie. Dopo tanti anni le due donne si portano ancora rancore. Nella realtà Dolly Parton è la madrina di Miley Cyrus ed anche un'amica e collega di Billy Ray Cyrus.
- Luann (Miley Cyrus), è la cugina di Miley che viene dal Tennessee. Luann ha una voce terribile ed è gelosa di Miley per il suo successo e perché pur essendo identiche ha sempre avuto tutta l'attenzione Miley. Prova a rivelare la doppia identità della cugina e, dopo averla legata nell'armadio, prende il suo posto, ma suoi i programmi sono sventati all'ultimo secondo. Luann porta le trecce e a volte indossa un cappello da cowboy.
- Ruthie Stewart (Vicki Lawrence) è la madre di Robby Stewart. Ama torturare suo figlio prendendolo in giro per la sua vita poco salutare e sul suo passato da ragazzino obeso. È stata campionessa olimpica di pallavolo ed è convinta che Jackson sia il miglior nipote che possa esistere e lo tratta sempre come se fosse l'unico ad importarle, cosa che Miley interpreta come un rifiuto da parte sua. Lei in realtà adora anche Miley e Robby, ma ritenendo che Jackson abbia minori attenzioni in confronto a Miley, lo tratta da principe e gli fa grossi regali, mentre Miley riceve gli "scarti" (ad esempio una volta le ha portato le cuffie dell'aereo appartenute precedentemente ad un uomo anziano e ancora sporche del suo cerume). A Nonna Stewart non piace Oliver a causa dei suoi commenti e dei suoi effetti speciali mentre fa la cronaca delle partite di pallavolo. Ruthie e Dolly erano entrambe innamorate di Elvis Prestly. Ma a quanto pare lui scelse Dolly cosa che mandò in bestia Ruthie. Dopo tanti anni le due donne si portano ancora rancore. La Vera nonna di Miley Cyrus, la madre di Billy Ray Cyrus, si chiama Ruth.
- Zio Earl (David Koechner) Viene dal Tennessee. Di lui si parla spesso, ma appare in una sola puntata. Si fanno molti commenti sulla sua igiene personale e su sua moglie, la zia Pearl. Sogna di diventare una rockstar.

## Personaggi minori
- Thor (Andrew Caldwell), amico di Jackson proveniente dalla campagna. Possiede un pappagallo di nome fiocco bianco. All'inizio Jackson non lo vede di buon occhio perché lo definisce uno zoticone.
- Max (Teo Olivares), amico di Jackson, ama prendere in giro gli studenti come Thor. In Oliver ama Lilly? Miley lo paga per prendere in giro Lilly.
- Sarah (Morgan York), è una ragazza laboriosa e pacifica che desidera essere amica di Miley, Lilly e Oliver. Ha una cotta per Jackson, anche se quello realmente interessato a lei è (inizialmente) Rico. Nella quarta stagione diventa sorellastra di Joanine Palumbo, in quanto suo padre si sposa con la madre di Joanie.
- Becky (Tiffany Thornton), è una ragazza un po' svampita che frequenta il corso di spagnolo nella scuola di Miley, e prende lezioni da Jackson perché ha voti bassi, appare solo nella seconda stagione. Piace a Jackson, ma a causa del pappagallo di Thor, farà brutta figura con lei.
- Ann (Brie Gabrielle), una ragazza che segue il corso di chimica ed esce con Jackson. Appare solo in due episodi.
- Joannie Palumbo (Hayley Chase), rivale di Lilly, in un episodio diventa la fidanzata di Oliver. Adora l'hockey e la pallavolo. In seguito lei e Lilly saranno amiche. Dopo la rottura con Oliver diventa sorellastra di Sarah.
- Johnny Collins (Corbin Bleu), è un fan di Hannah Montana. Inizialmente Miley era innamorata di lui. Miley spalmò del ketchup sulle sue mani dicendogli che è un idratante. Compare nel primo episodio, Lilly e il segreto di Miley, e in quello della seconda stagione Appuntamento a tre.
- Madeline Fitzpatrick (Ashley Tisdale), da Zack e Cody al Grand Hotel. Diventa un'amica di Hannah quando la popstar alloggia al Tipton Hotel. È una fan di Hannah Montana e la madre è fan di Robby Ray Stewart.
- Mikayla (Selena Gomez), rivale di Hannah, ha girato un film in Antartide con Jake Ryan. Alla fine diventa amica di Miley, ma non di Hannah.
- Zack Martin (Dylan Sprouse), da Zack e Cody sul ponte di comando. Incontra Hannah e Lilly quando viaggiano sulla Seven Seas High. Si ricopre la camicia di cioccolata e la tasca di vaniglia per Hannah. Ha soprannominato Lola Luftnagle (cioè Lilly) "Testa fosforescente", visto che indossa parrucche luminose.
- Marion Moseby (Phill Lewis), da Zack e Cody sul ponte di comando. È il direttore della Seven Seas High.
- London Tipton (Brenda Song), da Zack e Cody sul ponte di comando. Ricca e viziata, trova la cavigliera di Hannah e la getta a mare.